# Achtsk
Achtsk (Armeens: Աղձք) is een plaats in Armenië. Deze plaats ligt in de marzer (provincie) Aragatsotn. Deze plaats ligt 26 kilometer (hemelsbreed) van de Jerevan (de hoofdstad van Armenië) af. 